# NGC 4742
NGC 4742 ist eine Elliptische Galaxie vom Hubble-Typ E4 im Sternbild Jungfrau an der Ekliptik, die schätzungsweise 52 Millionen Lichtjahre von der Milchstraße entfernt ist.
Im selben Himmelsareal befinden sich u. a. die Galaxien NGC 4757, NGC 4760, NGC 4766, NGC 4781.
Das Objekt wurde am 25. März 1786 von Wilhelm Herschel mit einem 18,7–Zoll–Spiegelteleskop entdeckt, der sie dabei mit „cB, vS, BN“ beschrieb. John Herschel notierte bei seiner Beobachtung mit einem 18-Zoll-Spiegelteleskop im Jahr 1847: „a star 9th mag, with a strong burr about a very small extent; diameter 10 arcseconds. It is the best specimen of the class of 'stellar nebulae' that I remember to have seen. A star S.f. 10th mag, distance 1.5′; has no burr“.